# De Volksvriend (Gemert)
De Volksvriend is een ronde stenen bovenkruier te Gemert. Ze bevindt zich aan de Oudestraat die van Gemert naar De Mortel leidt.
Het is een beltmolen die dienstdeed als korenmolen. De molen is gebouwd in 1888. De molen is ter vervanging gebouwd voor De Ruyter (Gemert), een windmolen die op 30 november 1887 tot de grond toe afbrandde.
Op 8 mei 1888 kreeg molenaar Van den Boomen een vergunning voor het bouwen van De Volksvriend.
In 1970 begon men feestjes in de molen te organiseren waardoor deze snel begon te vervallen. In 1997 werd de laatste roede verwijderd zodat er nu een vervallen kap op de romp staat.
Vlak bij de molen was een elektrische maalderij, die de opvolger van het windmolenbedrijf vertegenwoordigde.
Op 22 januari 2014 is de molen overgedragen door Frenk van Roij aan de gemeente tegen een symbolisch bedrag van 1,00 euro.
En de Gemeente Gemert-Bakel heeft deze in erfpacht gegeven aan molenstichting Gemert-Bakel , die de restauratie op zich zal nemen
Eind januari 2014 werd begonnen met de voorbereidingen van de restauratie. Zo is onder andere de kop/kap gedemonteerd.
Per januari 2017 is de molen weer in bedrijf en hersteld in de oude kleuren.
Op dinsdagavond en zaterdag is de molen in bedrijf